# Markus Rogan
Markus Rogan (ur. 4 maja 1982 w Wiedniu) – austriacki pływak specjalizujący się w stylu grzbietowym, dwukrotny wicemistrz olimpijski z Aten i dwukrotny wicemistrz świata. 
Markus był chorążym reprezentacji Austrii na Letnie Igrzyska Olimpijskie 2012.

## Sukcesy

### Igrzyska olimpijskie
| Olimpiada  | Miejsce | Data             | Konkurencja       | Rezultat    | Miejsce    |
| ---------- | ------- | ---------------- | ----------------- | ----------- | ---------- |
| Ateny 2004 | Ateny   | 16 sierpnia 2004 | 100 m grzbietowym | 54,35 s     | 2. miejsce |
| Ateny 2004 | Ateny   | 19 sierpnia 2004 | 200 m grzbietowym | 1.57,35 min | 2. miejsce |

### Mistrzostwa świata
- 2001 Fukuoka -  (200 m grzbietowym)
- 2005 Montreal -  (200 m grzbietowym)
- 2007 Melbourne -  (200 m grzbietowym)

### Mistrzostwa świata (basen 25 m)
- 2006 Szanghaj -  (100 m grzbietowym)
- 2006 Szanghaj -  (200 m grzbietowym)
- 2006 Szanghaj -  (200 m zmiennym)
- 2008 Manchester -  (200 m grzbietowym)
- 2010 Dubaj -  (200 m zmiennym)

### Mistrzostwa Europy
- 2002 Berlin -  (100 m grzbietowym)
- 2002 Berlin -  (200 m grzbietowym)
- 2002 Berlin -  (200 m zmiennym)
- 2004 Madryt -  (200 m grzbietowym)
- 2004 Madryt -  (200 m zmiennym)
- 2004 Madryt -  (100 m grzbietowym)
- 2006 Budapeszt -  (100 m grzbietowym)
- 2008 Eindhoven -  (100 m grzbietowym)
- 2008 Eindhoven -  (200 m grzbietowym)
- 2008 Eindhoven -  (sztafeta 4 x 200 m dowolnym)
- 2010 Budapeszt -  (200 m zmiennym)
- 2010 Budapeszt -  (200 m grzbietowym)
- 2012 Debreczyn -  (200 m zmiennym)

### Mistrzostwa Europy (basen 25 m)
- 2003 Dublin -  (200 m grzbietowym)
- 2004 Wiedeń -  (200 m grzbietowym)
- 2004 Wiedeń -  (200 m zmiennym)
- 2004 Wiedeń -  (100 m grzbietowym)
- 2004 Wiedeń -  (100 m zmiennym)
- 2005 Triest -  (200 m grzbietowym)
- 2007 Debreczyn -  (200 m grzbietowym)
- 2007 Debreczyn -  (100 m grzbietowym)
- 2009 Stambuł -  (200 m zmiennym)
- 2011 Szczecin -  (200 m zmiennym)